# Arnór Ingvi Traustason
Arnór Ingvi Traustason (født 30. april 1993 i Keflavik, Island), er en islandsk fodboldspiller (midtbane). Han spiller for New England Revolution i MLS, som han har været tilknyttet siden 2021.
Traustason startede sin karriere i hjemlandet, og har senere spillet for blandt andet IFK Norrköping, Rapid Wien og AEK Athen. Hos IFK Norrköping var han i 2015 med til at vinde det svenske mesterskab.

## Landshold
Traustason har (pr. marts 2022) spillet 36 kampe og scoret fem mål for Islands landshold. Han debuterede for holdet 13. november 2015, i en venskabskamp mod Polen. Han var en del af den islandske trup, der nåede kvartfinalen ved EM 2016 i Frankrig, og blev også udtaget til VM 2018 i Rusland.